# Megan Northam
Pour les articles homonymes, voir Northam.
Megan Northam est une actrice franco-britannique née en 1995 à Nantes, en France.
Elle apparaît pour la première fois au cinéma dans le film Robuste, en 2020. Elle est notamment connue grâce à son rôle d'Alice dans Notre-Dame, la part du feu et pour celui de Mia, dans Salade Grecque de Cédric Klapisch.

## Biographie

### Enfance et formation (1995 - 2017)
D'origine britannique, Megan Northam naît en 1995 à Nantes, en Loire-Atlantique,. Son père est anglais, il exerce le métier de scénographe pour le théâtre et l’opéra. Sa mère, quant à elle, est française et est graphiste.
Elle dit avoir toujours été intriguée par les coulisses des régies et le métier des costumiers. Assez tôt, elle est attirée par le milieu du cinéma. Meghan Northam cite Barry Lyndon de Stanley Kubrick et La Belle et la Bête de Jean Cocteau comme des films qui l'ont marquée,.
A six ans, elle entame des cours de violoncelle et suit une scolarité aménagée pour suivre cet enseignement. Elle en joue pendant presque dix années au sein du conservatoire de Nantes. Adolescente, elle s'essaye ensuite au lancer de marteau, au sprint, à la danse contemporaine et au hockey sur patins,. Alors qu'elle est lycéenne à Gabriel-Guist'hau à Nantes, elle choisit l'option cinéma au moment de passer son baccalauréat. Elle fait ses premiers pas devant la caméra en tournant dans de petites productions de son lycée puis dans le court-métrage Nous ne serons plus jamais seuls, de Yann Gonzalez.

### Premières apparitions à la télévision et au cinéma (2017 - 2022)
En 2017, elle apparaît dans le clip du chanteur Hyacinthe Sur ma vie, réalisé par Anna Cazenave Cambet. avant de tourner dans le clip Ice Teens de Maud Geffray l'année suivante. En 2020, Megan Northam fait ses premiers pas au cinéma dans le long-métrage Robuste, de Constance Meyer, où elle donne la réplique à Gérard Depardieu.
En 2022, elle apparaît pour la première fois à la télévision en interprétant le personnage d'Alice dans la série télévisée d'Hervé Admar Notre-Dame, la part du feu, diffusée sur Netflix. Au cours de cette même année, elle apparaît dans quatre films, dont Les passagers de la nuit, du réalisateur Mikhaël Hers, où elle incarne la fille du personnage joué par Charlotte Gainsbourg.

### Reconnaissance médiatique (depuis 2023)
En 2023, elle se fait connaître du grand public en apparaissant dans la série télévisée Salade Grecque, réalisée par Cédric Klapish et suite de sa trilogie initiée avec L'Auberge espagnole en 2002. Elle incarne le personnage de Mia, l'un des deux rôles principaux, une étudiante de 22 ans faisant partie du programme Erasmus à Athènes, où elle décide finalement d'abandonner ses cours à la faculté en faveur de son activisme politique et écologique. Elle reçoit le prix de la révélation féminin au Festival Séries Mania pour ce rôle.
En 2024, elle campe le personnage d'Elsa, une jeune femme sous l'emprise d'une voix extra-terrestre, dans Pendant ce temps sur Terre de Jérémy Clapin.
En 2025, elle incarne Pauline de Beaumont, la maîtresse du baron Dudevant, dans La Rebelle : Les Aventures de la jeune George Sand, une série télévisée franco-belge réalisée par Rodolphe Tissot.

## Filmographie
Sauf indication contraire ou complémentaire, les informations mentionnées dans cette section proviennent de la base de données IBDb.

### Cinéma

#### Longs métrages
- 2020 : Robuste de Constance Meyer : Cosmina
- 2022 : Les Passagers de la nuit de Mikhaël Hers : Judith Davies
- 2022 : Girls Feels: Forces of Nature de Marco Borromei : Clara
- 2022 : Fifi de Jeanne Aslan : Frédérique
- 2024 : Pendant ce temps sur Terre de Jérémy Clapin : Elsa
- 2024 : Fario de Lucie Prost : Camille
- 2024 : Rabia de Mareike Engelhardt : Rabia
- 2025 : Urchin de Harris Dickinson : Andrea
- 2026 : Les Misérables de Fred Cavayé : Cosette

#### Courts métrages
- 2012 : Nous ne serons plus jamais seuls de Yann Gonzalez : la fille blonde au perfecto
- 2017 : Iemanja coeur océan d'Anna Cazenave Cambet : Esther
- 2019 : Miss Chazelles de Thomas Vernay : Clara
- 2020 : Un père de Marine Colomiès : Manon
- 2021 : Notre père de Sabine Iwaszko : Megan
- 2024 : Michée de Quentin Lazzarotto : Michée

### Télévision

#### Séries télévisées
- 2022 : Notre-Dame, la part du feu d'Hervé Hadmar (mini-série) : Alice (6 épisodes)
- 2023 : Salade grecque de Cédric Klapisch : Mia (rôle principal, 8 épisodes)
- 2024 : La Rebelle : Les Aventures de la jeune George Sand de Rodolphe Tissot : Pauline de Beaumont
- 2025 : Des vivants de Jean-Xavier de Lestrade : Doris

## Engagements
Meghan Northam est militante pour l'Association des Acteur·ices, une organisation féministe et antiraciste luttant contre les violences sexistes et sexuelles au sein de l'industrie du cinéma. En 2020, elle signe une tribune dans Libération, aux côtés de plusieurs actrices, dénonçant la violence et les rapports de domination dans le cinéma.

## Distinctions

### Récompenses
- Festival Jean-Carmet 2019 : Meilleur jeune espoir féminin pour Miss Chazelles[12]
- Festival du court métrage de Clermont-Ferrand 2019 : Prix Adami d'interprétation pour Miss Chazelles
- Festival Séries Mania 2023 : Prix du Film français de la révélation féminine pour Salade grecque

### Nominations
- César 2025 : meilleure révélation féminine pour Rabia